# Sonata per pianoforte n. 9 (Beethoven)
La Sonata per pianoforte n. 9, Op. 14 n. 1 in mi maggiore venne composta da Ludwig van Beethoven nello stesso periodo della celebre Patetica e della compagna sonata n. 10, Op. 14 n. 2. Questi lavori, oltre ad essere presi in gran considerazione dal compositore per diverso tempo, riscontrarono anche numerosi pareri favorevoli da parte della critica musicale. Nel 1801 Beethoven ricavò da questa composizione un arrangiamento per quartetto d'archi, nella più comoda tonalità di fa maggiore.

## Struttura

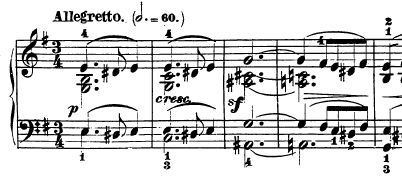
Secondo movimento: Allegretto

Il primo movimento si apre nei toni alti con una serie di quarte ascendenti, poi seguite dall'echeggiare di una frase in diverse ottave. Il secondo tema, in si maggiore, si basa su una scala cromatica ascendente. Lo sviluppo è pieno di arpeggi in semicrome nei toni bassi, e scale in semicrome nei toni alti accompagnano l'inizio della ripresa. Il movimento termina comunque dolcemente.
Il secondo movimento è paragonabile ad un minuetto; la sezione principale non si risolve in una cadenza completa, ma termina su una corda in mi maggiore che somiglia alla dominante del la minore. All'inizio essa precede, senza modulazione intermedia, il trio - definito Maggiore - in do; dopo il suo ritorno, la coda riprende brevemente l'accordo in do maggiore prima di tornare al mi minore.
Eccetto qualche passaggio nel rondò (come appunto il ritorno finale), la sonata è di facile esecuzione. Stilisticamente, tuttavia, essa introduce quel carattere di "Sturm und drang", con cui molto spesso Beethoven venne identificato. Egli dona un colore drammatico al contrasto tra i passaggi lirici dall'agile sviluppo, e le sezioni tematiche strutturali; inoltre sfrutta la variazione e la dinamiche contrastanti fra maggiore e minore, usando la minore parallela e la sottodominante della maggiore corrispondente (da mi minore a do maggiore).

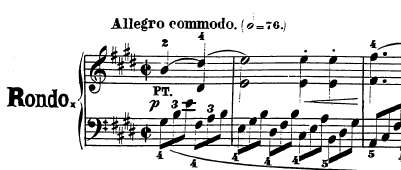
Terzo movimento, Rondò: Allegro comodo

### Analisi del primo movimento
Il primo movimento della nona sonata per pianoforte di Beethoven è un Allegro in tempo quattro quarti, tagliato nella tonalità di base di mi maggiore. La struttura è quella della forma-sonata: esposizione (due temi) – sviluppo – ripresa e coda finale.

#### Esposizione: primo tema
Il primo tema (esposto nella tonalità di base: mi maggiore) è un'ampia e distesa melodia di minime poste in progressione ascendente su intervalli di quarta con un guizzo finale [bb. 1-4]:
Alla battuta 5 inizia subito la codetta del tema (bb. 5-12). Nelle prime due battute appare un rapido inciso, che echeggiando scende per ottave verso il registro basso del pianoforte; il ritmo quindi si fa più ampio e la struttura più polifonica, fino alla ricomparsa del tema (battuta 13), per una seconda esposizione di chiusura. Interessante, in questa seconda esposizione, è il progressivo infittirsi della trama del tessuto musicale: un crescendo ed una salita cromatica porta l'accento dall'inizio della battuta a metà battuta, grazie all'inserimento di diversi elementi sincopati e un progressivo spostamento delle legature [bb. 13-22]:

#### Secondo tema
Il progressivo cromatismo delle ultime fasi del primo tema porta ad alcuni accordi sulla sopratonica (fa diesis maggiore), per preparare l'entrata del secondo tema alla dominante (si maggiore). In ambiente tonale di mi maggiore, il fa diesis maggiore è la dominante della dominante: si maggiore. In effetti questa seconda esposizione del primo tema assume anche la funzione di ponte modulante (di preparazione armonica all'entrata del secondo tema). I cromatismi (la diesis) sono importanti anche da un punto di vista strutturale, perché è in questa zona che ”è collocata la tradizionale semicadenza sulla dominante della dominante”.

Il secondo tema (dal carattere poco pianistico, ma ben contrapposto al primo tema) si basa su una scala cromatica ascendente di minime e semiminime preceduta da una quartina discendente di crome in posizione di anacrusi. Il tema è sviluppato su due frasi simmetriche [bb. 21-30]:
La codetta al secondo tema (bb. 30-38), che riprende con insistenza l'inciso iniziale delle quattro crome, si riallaccia direttamente alla coda dell'esposizione (bb. 38–60) in ambiente armonico della dominante (si maggiore). Questa può essere divisa in quattro parti: (1) misure 38–46; (2) misure 46–49; (3) misure 49–56; (4) misure 57–60. Le parti (1) e (3) sono “forti”, mentre le parti (2) e (4) sono “deboli”. La quarta parte di questa coda è dedicate ad un'ultima apparizione del tema principale alla dominante (si maggiore – elemento armonico “debole” rispetto alla tonica). Il segno di ritornello indica che tutta l'esposizione va ripetuta.

#### Sviluppo
Lo sviluppo propone subito il tema fondamentale alla tonica (mi maggiore), ma dopo sole quattro misure appare un nuovo tema appassionato alla sottodominante minore (la minore) trasformando questo sviluppo in un episodio lirico (bb. 66-70):
Questo nuovo tema formato da arpeggi di semicrome dei toni bassi e da scale di crome nel soprano, viene lungamente esposto. Nella parte centrale una modulazione porta l'ambiente armonico al do maggiore (battuta 76) e solamente alla fine un'ulteriore modulazione alla dominante (si maggiore) e una nuova frase (battuta 82), più vicina alle figurazioni del tema di base, prepara il ritorno del tema fondamentale alla tonica (mi maggiore).

#### Ripresa
Nella ripresa il primo tema si ripresenta con una nuova veste: le minime del tema sono rinforzate da poderosi accordi a quattro note, mentre l'accompagnamento che prima era realizzato da accordi sincopati di crome ribattute viene sostituito da rapide scale ascendenti di semicrome sempre sincopate (manca la prima semicroma di ogni scaletta) (bb. 92-95):
La codetta del tema (bb. 96-103) invece non viene cambiata rispetto all'esposizione. La seconda esposizione del tema, sempre rispetto all'esposizione, si prolunga di una misura, mentre l'ambiente armonico si sposta dalla tonica (mi maggiore) alla sopradominante (do maggiore). Alla fine però un'ulteriore modulazione alla dominante (si maggiore), prepara l'entrata del secondo tema, come previsto dalle norme della forma-sonata alla tonica (mi maggiore). Il secondo tema, a parte il cambio tonale, si ripresenta simile all'esposizione. La codetta del secondo tema, come di consueto, si riallaccia alla coda finale del movimento. Riappaiono le quattro frasi conclusive dell'esposizione, ora però esposte nella tonica (mi maggiore): (1) misure 130–138; (2) misure 138–142; (3) misure 142–148; (4) misure 149–163. L'ultima parte o frase (quella del tema fondamentale) si prolunga alquanto e porta direttamente a un finale “dolce” e tranquillo, in quanto Beethoven mantiene il carattere “debole” della frase fino in fondo.

### Analisi del secondo movimento
Il secondo movimento è un Allegretto in tempo tre quarti nella tonalità di mi minore. La forma è quella di un minuetto tripartito con la sezione centrale in modo maggiore

#### Prima parte: minuetto
La prima parte è costruita da tre periodi di due frasi ognuno. Il primo periodo è dedicato al tema del movimento (esposizione del minuetto): la prima frase (battute 1–8; domanda) inizia alla tonica e si chiude con una semicadenza alla dominante (si maggiore); la seconda frase (battute 9–16; risposta) è quasi identica alla prima: inizia alla tonica (la melodia però è suonata ad un'ottava più alta) e si chiude con una cadenza perfetta sulla tonica (mi minore) (bb. 1-16)
Anche la seconda parte (sviluppo del minuetto) è formata da un periodo a due frasi: la prima frase (battute 17–24; domanda) riprende l'inciso iniziale della battuta 1, lo ripropone tre volte e termina con una cadenza sul relativo maggiore (sol maggiore); analogamente all'esposizione la seconda frase (battute 24–32; risposta) ripete la prima ad una ottava più alta, terminando con una semicadenza sulla dominante (si maggiore) arrestandosi su una corona. L'ultimo periodo (ripresa e coda finale) è anch'esso formato da due frasi: la prima ripropone il tema alla tonica (bb.32–40); la seconda (bb. 40–62) chiude questa prima parte con una coda modulando alla fine sul mi maggiore.

#### Seconda parte: maggiore
La seconda parte è il classico trio del minuetto. La tonalità è do maggiore (sopradominante di mi minore). Il brano è diviso in tre parti: (1) esposizione del tema (di due frasi, l'ultima con codetta) con ripetizione (battute 63–78):
(2) breve sviluppo (battute 79–87); (3) ripresa del tema con cadenza finale sul si maggiore (dominante del mi) attraverso i gradi VI–V–I (do maggiore – la minore – mi minore):

#### Terza parte
Nella terza parte si riprende integralmente il minuetto in mi minore e si conclude con una coda di sedici misure, dove viene riproposto il trio, e nelle ultime battute si riprende la cadenza conclusiva del trio per risolvere definitivamente sulla tonica (mi) [bb. 163-176]:
L'ultima battuta (con corona) pur essendo vuota è necessaria per chiudere adeguatamente l'unità modulare “forte-debole” di due battute, con la quale è costruito quest'ultimo periodo. Ciò indica quanto importante sia per Beethoven il senso ritmico e la sua quadratura.

### Analisi del terzo movimento
Il terzo movimento è un rondò in quattro quarti tagliato, in tempo di Allegro comodo e nella tonalità di base (mi maggiore). La struttura formale è quella tipica di un rondò con le classiche tre esposizioni del tema (più una quarta come coda finale) ed alcuni episodi intermedi.

#### Prima esposizione del tema
La prima esposizione del tema occupa le prime 22 battute ed è divisa in due parti: (1) esposizione del tema (con conclusione sulla dominante) con una breve codetta (bb. 1–9); (2) riesposizione inalterata del tema (alla tonica), con la codetta che si trasforma in un breve sviluppo che modula decisamente sulla dominante (bb. 10–22). Il tema, molto semplice, è accompagnato da terzine di crome in arpeggio:

#### Primo episodio intermedio
Alla battuta 23 appare il primo episodio intermedio (molto breve: termina alla battuta 32) tutto impostato sulla dominante (si maggiore). Hugo Riemann ha visto in quest'idea un secondo tema di sonata, e quindi la possibilità di definire questo movimento come un Rondò-Sonata. In realtà la seconda idea è appena abbozzata (si tratta quasi di una cadenza) e nella ripresa si ripresenta alla sottodominante (e non alla tonica come previsto) Il tema di questo episodio è sviluppato in due frasi ed una codetta (bb. 23–32):

#### Seconda esposizione del tema e secondo episodio intermedio
La seconda esposizione del tema (battute 32–48) è simile alla prima fino alla seconda codetta che modula alla mediante (sol maggiore). Per rompere la monotonia del rondò qui Beethoven introduce una specie di trio in sol maggiore, nel quale la mano destra procede per terzine di crome e la mano sinistra si produce in un'idea sincopata di ottave di semiminime appena accennata (bb. 49-55):

#### Terza esposizione del tema e terzo episodio intermedio
La terza esposizione del tema (bb. 85-100) è sempre nella tonica (mi maggiore), ma abbreviata: viene presentata solamente una frase con una codetta che alla fine modula alla sottodominante (la maggiore). Ed è in questa tonalità che torna il primo episodio intermedio (bb. 100-110). Alla fine alcune modulazioni cadenzali concluse da un accordo di settima diminuita preparano l'ultima ripresa del tema del rondò.

#### Coda
Alla battuta 110 inizia l'ultima esposizione del tema del rondò, suonata in stile rubato: prima la mano destra è in ritardo rispetto alla mano sinistra, poi viceversa [bb. 110-116]:
La coda finale (b. 123) inizia con alcune figurazioni cromatiche in pianissimo per concludere sulla tonica (mi) con alcuni accordi in ottava, realizzando una cadenza perfetta (V–I).